# فؤاد عمون
فؤاد عمون (25 نوفمبر 1899، دير القمر – 11 فبراير 1977، بيروت) كان وزيرًا في وزارة الخارجية والمغتربين في 1964، وسفيرًا للبنان لدى الفاتيكان، سفيرًا فوق العادة مطلق الصلاحية غير مقيم لدى كل من البرتغال ومنظمة فرسان مالطة.

## مؤلفاته
- سياسة لبنان الخارجية: دراسة سياسية مركزة عن سياسة لبنان الخارجية (بيروت، 1959)[2]